# Douglas Stanford
Douglas Stanford ist ein US-amerikanischer theoretischer Physiker.
Stanford wurde 2014 an der Stanford University in Physik promoviert und war danach am Institute for Advanced Study.
Er arbeitete mit Juan Maldacena an der Ausarbeitung von dessen und Leonard Susskinds  ER-EPR-Vermutung der Äquivalenz von Wurmlöchern (das ER steht für Einstein-Rosen-Brücke) und EPR für  quantenverschränkte Teilchenpaare. Die Vermutung entstand als Vorschlag das durch das Feuerwall-Paradoxon von Joseph Polchinski verschärfte Informationsparadoxon Schwarzer Löcher aufzuklären.
Mit Stephen Shenker fand er über AdS/CFT-Korrespondenz Unterstützung für die EPR-ER-Hypothese (unter anderem war die korrespondierende Raumzeit zu konformen Feldtheorien mit starker Quantenverschränkung und sehr schwacher Korrelationsfunktion war eine Raum-Zeit mit einem Netzwerk von sich schneidenden Stoßwellen-Geometrien ähnlich wie bei einem langen Wurmloch zu  erwarten).
Stanford gelang es das schwierige Problem von  Quantenchaos in Quantenfeldtheorien durch die AdS/CFT-Korrespondenz in die Gravitationstheorie Schwarzer Löcher abzubilden und so einer einfacheren Behandlung zugänglich zu machen. Zuvor hatte er schon mit Juan Maldacena und Stephen Shenker gezeigt, dass die Quantenmechanik Schwarzer Löcher das stärkste mögliche chaotische Verhalten zeigt: als kleine Störung kann bei einem Schwarzen Loch im Gedankenexperiment (Schmetterlingseffekt der Chaostheorie bei Schwarzen Löchern) die Absorption eines kleinen Teilchens betrachtet werden Das erhöht den Radius des Lochs und dessen Masse und der Effekt auf ein Teilchen der Masse m, dass vor der Absorption gerade noch dem Einflussbereich des Schwarzen Lochs an dessen Ereignishorizont entkommen konnte, würde zeitlich exponentiell zunehmen (mit einem Ljapunow-Exponenten {\displaystyle \lambda =2\cdot \pi \cdot T} der proportional zur Temperatur des Schwarzen Lochs ist). Alexei Kitaev fand andererseits unabhängig ein lösbares quantenfeldtheoretisches Modellsystem (SYK-Modell für Subir Sachdev, J. Ye, Alexei  Kitaev), dessen Quantenchaos genau durch einen Ljapunow-Exponenten dieser Form beschrieben wird. Stanford hofft umgekehrt von solchen quantenfeldtheoretischen Modellen über AdS/CFT-Korrespondenz Rückschlüsse auf die Vorgänge im Innern Schwarzer Löcher treffen zu können (auch wenn zum Beispiel bei Kitaevs Modell das entsprechende Schwarze Loch nicht in der üblichen Raum-Zeit war, sondern im 1+1-dimensionalen Anti-de-Sitter-Raum). Er baute das unter anderem mit Edward Witten weiter aus.
Mit Polchinski, Almheiri, Marolf und Sully gab er 2013 Argumente für die Feuerwall-Hypothese von Joseph Polchinski über die Inkonsistenz einer AdS/CFT-Korrespondenz des semiklassischen Inneren von Schwarzen Löchern im Anti-de-Sitter-Raum zu beliebigen dualen konformen Feldtheorien und andere Argumente.
Für 2018 erhielt er den New Horizons in Physics Prize für seine Arbeiten zum verbesserten Verständnis der Quantenmechanik schwarzer Löcher über Chaostheorie. Der Preis ist mit 100.000 Dollar dotiert (im Auswahlkomitee war Edward Witten). 2019 wurde Stanford die Gribov Medal der European Physical Society zugesprochen.